# 二十一世紀歌舞伎組
二十一世紀歌舞伎組（にじゅういっせいきかぶきぐみ）は、初代市川右近（現・三代目市川右團次）を座長とした歌舞伎集団である。21世紀歌舞伎組とも表記する。

## 概要
当集団は1988年（昭和63年）、三代目市川猿之助を主宰、猿之助一門の若手を構成員として結成された。
結成する時に三代目猿之助が念頭に置いたのは、バレエダンサーのモーリス・ベジャールのつくった二十世紀バレエ団である。ベジャールは、自分がダンサーを引退した後に、自分の腕を自由にふるえる場として、このバレエ団をつくった。猿之助は、ベジャールにならって、自分の手足となる一座をもとうと組んだのだった。1989年にパルコ劇場で「伊吹山のヤマトタケル」を再演する際、劇場側の要請で座組の名前が必要となった際に、猿之助の発案により団より小さい「組」として名付けた。
1988年に、梅原猛原作を構成した『伊吹山のヤマトタケル』を初演し、好評ののちの再演した時に、猿之助から「二十一世紀歌舞伎組」と名づけられた。『ヤマトタケル』や二作目にあたる三上於菟吉原作、横内謙介台本の『雪之丞変化2001年』などスーパー歌舞伎的な演目から出発したが、それに留まらず古典演目まで幅広く活動している。東京渋谷PARCO劇場を中心に地方公演も行っていた。
2015年新歌舞伎座で再演された『新・水滸伝』以降、二十一世紀歌舞伎組名義での公演は行われておらず、事実上活動を休止している。

## 主な上演
- 『伊吹山のヤマトタケル』（1988年9月18日-25日 PARCO劇場　※初演当時は二十一世紀歌舞伎組命名以前）
- （再演）『伊吹山のヤマトタケル』（1989年1月16日-26日 PARCO劇場、8月5日-12日 近鉄劇場）
- 『雪之丞変化2001年』（1990年9月8日-24日 PARCO劇場、1991年1月3日-10日近鉄劇場）
- 二十一世紀歌舞伎組正月公演『梅川忠兵衛 - 恋飛脚大和往来 - 』（1992年1月16日-21日 PARCO劇場）
- 二十一世紀歌舞伎組巡業公演『仮名手本忠臣蔵』（1992年9月23日-10月25日 各地）
- 『義経千本桜』忠信編（1993年1月5日-25日 PARCO劇場）
- （再演）『雪之丞変化2001年』（1994年1月5日-16日 PARCO劇場）
- 二十一世紀歌舞伎組巡業公演『夏祭浪花鑑』（1994年8月30日-9月25日 各地）
- 『雪之丞変化2001年 クリスタルバージョン』（1995年8月25日-31日 シアタードラマシティ、9月5日-16日 PARCO劇場）
- 二十一世紀歌舞伎組巡業公演『弁天娘女男白浪』（1996年10月31日-11月24日）
- 『龍神伝』（1998年1月4日-18日 PARCO劇場、1月22日-25日 シアタードラマシティ）
- 二十一世紀歌舞伎組巡業公演『鳴神』『女伊達』（1999年1月9日-31日 各地）
- 二十一世紀歌舞伎組巡業公演『彦山権現誓助劒』『團子売』（2001年1月31日-2月25日 文京シビックホールほか各地）
- 『西遊記』（2002年6月7日-25日 中日劇場）
- 二十一世紀歌舞伎組巡業公演『義経千本桜』忠信編（2002年11月1日-24日 各地）
- 『歌舞劇 OKUNI』（2004年8月20日-22日 世田谷パブリックシアター）
- えひめ街並博2004二十一世紀歌舞伎組内子座公演『太閤三番叟』 （2004年10月11日12日 内子座）
- 『雪之丞変化2006』（2006年5月7日28日 中日劇場）
- 『新・水滸伝』（2008年8月18日-31日 ル・テアトル銀座[2]）
- 新歌舞伎座新開場記念 杮葺落興行松竹花形歌舞伎『二十一世紀歌舞伎組公演』（2010年9月3日-22日 新歌舞伎座）
＜Aプログラム＞「太閤三番叟」「口上」「連獅子」「吉野山」　＜Bプログラム＞「太閤三番叟」「口上」「連獅子」「黒塚」[3]
- （再演）『新・水滸伝』（2013年8月5日-27日 新歌舞伎座）
- （再演）『新・水滸伝』（2015年8月8日-30日 新歌舞伎座）

（各種データベース・俳優公式サイトプロフィールより抜粋）

## 所属していた主な俳優
- 初代市川右近 - 2017年に名跡・市川右團次を襲名して澤瀉屋より独立。
- 市川笑也
- 市川笑三郎
- 市川猿弥
- 市川段治郎（月乃助） - 2016年に二代目喜多村緑郎を襲名して劇団新派に入団。
- 市川春猿 - 2017年に河合雪之丞と改名して劇団新派に入団。
- 市川弘太郎（現・市川青虎）
- 市川寿猿
- 中村信二朗（現・中村錦之助）
- 坂東彌十郎

## 参考書籍
- 『二十一世紀歌舞伎組参上！』（1996年 カニリカ・著 渞忠之写真、文藝春秋・刊　ISBN 978-4163514802 ）
- 『PASSION:市川猿之助と二十一世紀歌舞伎組』（1997年 日本放送協会・編、日本放送出版協会・刊　ISBN 978-4140803110 ）